# Conchylia albata
Conchylia albata là một loài bướm đêm trong họ Geometridae.